# Rampuramalhaniya
Rampuramalhaniya – gaun wikas samiti we wschodniej części Nepalu w strefie Sagarmatha w dystrykcie Saptari. Według nepalskiego spisu powszechnego z 2001 roku liczył on 1150 gospodarstw domowych i 6165 mieszkańców (2913 kobiet i 3252 mężczyzn).